# 奥尔卡霍梅迪亚内罗
奥尔卡霍梅迪亚内罗，是西班牙卡斯蒂利亚-莱昂萨拉曼卡省的一个市镇。 总面积53平方公里，总人口331人（2001年），人口密度6人/平方公里。